# Ochrotrichia campanilla
Ochrotrichia campanilla är en nattsländeart som beskrevs av Oliver S. Flint Jr. och Bueno-soria 1999. Ochrotrichia campanilla ingår i släktet Ochrotrichia och familjen smånattsländor. Inga underarter finns listade i Catalogue of Life.